# Ratum et Consummatum
Ratum et Consummatum – termin zdefiniowany w prawie kanonicznym, określający warunek nierozerwalności małżeństwa osób ochrzczonych.
Zgodnie z definicją jedności i nierozerwalności małżeństwa, opisaną w kodeksie prawa kanonicznego, warunkiem koniecznym jest podjęcie aktu małżeństwa w sposób zdolny do prokreacji (kan. 1061 § 1).